# 잠연
《잠연》(潜渊)은 2025년 방송되었던 중국의 드라마이다.

## 등장 인물
- 황샤오밍 - 량숴 역
- 장자닝 - 셰니엔츠 역
- 위샤오웨이 - 루스지엔 역
- 관인자 (菅韧姿) - 장페이만 역
- 애효기 (艾晓琪) -  핑텐시즈 역
- 우양 (于洋) - 셰쥔안 역